# Okány
Okány község Békés vármegye Sarkadi járásában.

## Fekvése
Békés vármegye északkeleti részén fekszik, a Sebes-Körös egyik holtága közelében; természetföldrajzi szempontból a Kis-Sárrét nyugati részéhez tartozik. Szomszédai: észak felől Körösújfalu, kelet felől Zsadány, délkelet felől Mezőgyán (Nagygyanté), dél felől Sarkadkeresztúr és Sarkad, nyugatról Vésztő. Csak nagyon kevés a híja annak, hogy közigazgatási területe délnyugat felől nem érintkezik Tarhos határszélével is.

### Megközelítése
A településen észak-déli irányban a Csökmő és Sarkadkeresztúr közt húzódó 4223-as út halad végig, ezen érhető el a 47-es főút és Sarkad irányából is. Vésztővel a 4235-ös, Zsadánnyal a 4236-os út köti össze. Közigazgatási határának keleti szélét érinti még a 4219-es út is.
Vonattal a MÁV 128-as számú Békéscsaba–Kötegyán–Vésztő–Püspökladány-vasútvonalán közelíthető meg, amelynek egy megállási pontja van itt. Okány vasútállomás a vonal állomásainak viszonylatában Sarkadkeresztúr megállóhely és Vésztő vasútállomás között található; fizikailag a település délnyugati részén helyezkedik el, közúti elérését a 4235-ös útból kiágazó 42 339-as számú mellékút biztosítja.

## Története

### Nevének eredete
Okány nevének eredetére nincs biztos magyarázat. A honfoglaló magyarok körében elterjedt sámánista vallás főistenének, Okan istennek a neve azonban feltűnő hasonlóságot mutat a település nevével, így elképzelhető, hogy erre vezethető vissza.
A falu neve Kiss Lajos Földrajzi nevek etimológiai szótára című műve szerint egyáltalán nem rejtélyes: a szerb-horvát Okan családnévből keletkezett. Kérdésként legfeljebb az merül fel, hogy a birtoklást kifejező Okanj ([okany], tkp. ’Okáné’) formában került-e a magyarba, vagy Okan formában, és a szó végi [n] a magyarban vált [ny]-nyé. Az Okan jelentését Kiss ’nagy szemű ember’ formában adja meg, ami bizonyára helyes értelmezés, ám a névben ’nagy’ jelentésű elem nincs, tehát a ’szemes’ fordítás lenne pontosabb. Kiss Lajos szerint ugyanebből a személynévből keletkezett a Vulkán-hegység neve is. Ezt azért megkérdőjelezhető, mivel személynévből ritkán keletkeznek hegységnevek – ellenben sokkal valószínűbb, hogy egy hegységet ’farkasos’-nak neveznek el.
A békési Okányon kívül létezik egy Vokány nevű falu is, méghozzá Baranya vármegyében. Ez a szótár szerint a Vukan személynévből keletkezett – ennek jelentését a szótár nem adja meg, de minden bizonnyal a vuk ’farkas’ szóval függ össze. Ugyanakkor meg kell jegyezni, hogy szó eleji o (esetenként u) előtt több szláv nyelvjárásban megjelenik egy [v] hang (az oroszban például a восемь [voszemj] ’8’ szóban, vagy az udmurtok вотяк [votyák] elnevezésében, de a cseh beszélt nyelvben a nyelvterület nagy részén minden szó eleji o előtt – a jelenség nem ismeretlen a horvátban sem), éppen ezért első pillantásra nem zárható ki, hogy Okány és Vokány neve azonos tőről fakad.
Jelentését tekintve Okány nevéhez a Szemes nevű települések (ma: Balatonszemes, Pusztaszemes) állhatnak közel. Ezek a szem főnévből keletkeztek, és valószínűleg arra utalnak, hogy a településen őrszemek laktak – ugyanakkor ebben az esetben sem elképzelhetetlen, hogy a Szemes személynévből keletkezett.

### Múltja
A település az őskortól lakott és sohasem halt ki. A Sebes-Körös hordalékából épült partvonulatra épült, a Kis-Sárrétnek nevezett, vadakban, halakban gazdag vízivilág szélén. A települést egykor észak és nyugat felől összefüggő nádtenger, erek, lápok zárták el; dél és kelet felől is csak vízfolyásokon keresztül lehetett megközelíteni.
Okányt (Villa Vcan) már a 13. század elején – 1220-ban – megemlíti a Váradi regestrum egyik lakosával kapcsolatban, „kinek kezét Váradon a tüzes vas megégette”. Oklevelekben 1249-ben Wkan, 1458-ban pedig Okan néven említik.
1249-ben Pál országbíró és zalai főispán volt birtokosa. Okánynak már 1332-34-ben szervezett egyháza volt. A 15. században az okányi és henczidai Bacsó családé volt. 1507-ben Werbőczy István országbíró és Torday Miklós kapták fele-fele részben királyi adományként.  Később valamennyi ideig a bethlenfalvi Thurzók is birtokolták.
Okány a török korban sem vált teljesen lakatlanná. Lakosai már a 16. században felvették a reformációt. 
1572-ben a Bajoni család kapott királyi adománylevelet az egész falura. A Rákóczi szabadságharc után Okány kincstári birtok lett. III. Károly a Szlávy család nak (leszármazottjuk, Szlávy József miniszterelnök, bányamérnök, ügyvéd, MTA tag volt később) adományozta Okányt. A település később az Uray, Noszlopy és a Gorove család ok kezébe került.
A 20. század elején a Schwartz (más helyesírással: Schwarcz) család birtoka volt, szép úrilakkal, melyet még a Szlávyak építtettek.
Az okányi Schwartz család földjei Okány és Vésztő térségében terültek el. A család alapítója, Schwartz Ábrahám előbb szatócsboltot nyitott, majd földbérlettel foglalkozott. Gyerekei földeket is vásároltak, a századfordulóra ők lettek Okány legnagyobb birtokosai, mintagazdaságuknak hamar híre ment. Két kastélyt építettek a község határában, a település központjában pedig egy nyári kúriát. Az 1910-es években az okányi lakosság 25%-a a Schwartz-majorokban élt.
Petőfi Sándor több alkalommal is átutazott a falun. Kiss József költő huzamosabb időt töltött a településen vándortanítóként.
A községnek az 1870-es évektől volt helybenlakó orvosa. Gyógyszertára 1894-ben nyílt meg Patika néven Daróczi József vezetésével. Az Olvasó Egylet 1889-ben, a Polgári Kör 1892-ben, a Függetlenségi Olvasókör 1905-ben alakult. A Népkör 1907-ben kezdte meg működését. A község Népkönyvtárát 1952-ben szervezték újjá. A település anyakönyvi hivatalát 1895-ben állították fel. A község óvodája 1896-97-ben kezdte meg működését. 1901-ben a posta után a községházára kötötték be a telefont. 1909-ben az új bővizű artézi kúthoz közfürdő és fürdőmedence építését rendelték el. A község első világháborús hősi emlékművét 1923-ban avatták fel.
1925. december 23-án éjjel nagy árvíz pusztította a községet és határát. Sok ház rombadőlt és a templom is megrongálódott. A jelenlegi iskola földszinti része 1937-ben épült fel váltókölcsönből és államsegélyből. A község Tűzoltó Egyesülete 1935-ben alakult.
Okányhoz tartoztak Nyárfás, Romogy, Halmágy, Uruk,  Pálos, Körösös, Varjas, Ebüllő, Tóhegy, Balázs és Csókás puszták is.
A községen kívüli dombon - a helyi hagyomány szerint - valamikor a szkíta király, Attila tiszteletére a települést őrző Oge-Kán egyistenhitű, kör alakú kolostort építtetett, aminek romjaira telepedett a későbbi keresztény kápolna.
A település külterületén lévő vízügyi gátőrháznál (a Hosszúfoki-csatorna, az egykori postakocsi út mellett található Balog vízügyi őrház udvarán található) élő több mint 200 éves öreg (ún. Sissy fa) kocsányos tölgy (Quercus robur), melynek árnyékában Erzsébet királyné férjével Ferenc József császárral - Gyula városából jövet és Nagyvárad városába menet - pihentek meg 1857. május 27-én. 1989-ben védetté nyilvánították.
Okány a trianoni békeszerződés előtt Bihar vármegye Cséffai járásához tartozott. 1922-ben a Cséffa-Nagyszalontai járás székhelye lett. 1950-ig Bihar vármegye része.

## Közélete

### Polgármesterei
- 1990–1994: Kónya Mária (MSZMP-MSZP)[12][13]
- 1994–1998: Kónya Mária (MSZP)[14]
- 1998–2002: Kónya Mária Anna (MSZP)[15]
- 2002–2006: Fekete Zoltán (független)[16]
- 2006–2010: Fekete Zoltán (független)[17]
- 2010–2014: Fekete Zoltán (független)[18]
- 2014–2019: Szívós László Ferenc (független)[19]
- 2019–2024: Szívós László Ferenc (független)[20]
- 2024– : Szivós László Ferenc (független)[1]

## Népesség
A település népességének változása:
| Lakosok száma | 2607 | 2571 | 2563 | 2277 | 2185 | 2112 | 2115 |
|               | 2013 | 2014 | 2015 | 2021 | 2022 | 2023 | 2024 |

2001-ben a település lakosságának 99%-a magyar, 1%-a cigány nemzetiségűnek vallotta magát.
A 2011-es népszámlálás során a lakosok 78,5%-a magyarnak, 2,9% cigánynak, 0,2% németnek, 0,2% románnak mondta magát (21,3% nem nyilatkozott; a kettős identitások miatt a végösszeg nagyobb lehet 100%-nál). A vallási megoszlás a következő volt: római katolikus 3,6%, református 31,3%, görögkatolikus 0,4%, felekezeten kívüli 35,9% (28,4% nem nyilatkozott).
2022-ben a lakosság 86,7%-a vallotta magát magyarnak, 3,4% cigánynak, 1% románnak, 0,6% ukránnak, 0,1% németnek, 0,1% lengyelnek, 1,2% egyéb, nem hazai nemzetiségűnek (13,1% nem nyilatkozott; a kettős identitások miatt a végösszeg nagyobb lehet 100%-nál). Vallásuk szerint 21,4% volt református, 2,2% római katolikus, 0,1% evangélikus, 0,1% ortodox, 0,5% görög katolikus, 1% egyéb keresztény, 0,4% egyéb katolikus, 34,6% felekezeten kívüli (39,6% nem válaszolt).

## Nevezetességei
- Schwarcz-nagykastély, a 19. században épült, ma szociális otthon.[24]
- Schwarcz-kiskastély, a 19. században épült, ma községi rendezvények alkalmankénti helyszíne, illetve önkormányzati szolgálati lakásokat alakítottak ki egy részéből. A helyi köznyelveben csak Internátusként ismert.
- Nyárilak, a 20. sz. elején épült, ma vaskereskedés.
- A református templom.[25]
- A településen átfolyó legdélibb Sebes-Körös holtág.
- A település az őskortól lakott és sohasem halt ki. Honfoglaló magyarok és addig ott élt szkíták régi falujának ásatási helye a tsz-hez vezető úton, a régi zsidótemető mögött.
- A partiumi határárok a vésztői úton.
- Zsidótemető és holokauszt-emlékmű[26] (1988), Határ utca.
- Sissy fa: a Hosszúfoki-csatorna, az egykori postakocsi út mellett található Balog vízügyi őrház udvarán található.

## Híres okányiak
- Bihari Kálmán (1855-1890) polgári iskolai tanár
- Kemény László (1899-1970) - színész, érdemes művész (1965)
- Pribojszky Mátyás (1931-2014) - citeraművész
- Dr. Rónavölgyi Sándor EU-s jogvédő, a Helsinki Emberi Jogi Bizottság tagja
- Szegedi Ernő (1933-1988) - szobrászművész
- Marton Róbert (1977) - színész

Keresztesi László színész

## Sportélete
A település sportéletében jelentős szerepet játszik az Okány Községi Sportkör. Jelenleg működő szakosztálya a labdarúgóké, a csapat a Békés vármegyei II. osztály Északi csoportjában szerepel, klubszíneik a kék-fehér. 1931-ben alapították a csapatot, majd a második világháborút követően, 1948-ban újraalakult a sportkör, immár egy saját sportpályával is kiegészülve. A csapat többszörös bajnok a megyei III. vonalban. 1978-ban, 1998-ban, 2005-ben és 2010-ben is megnyerte a legalsóbb ligát, amik után rendszeresen csak rövid ideig tudott egy szinttel feljebb megkapaszkodni. A csapat legutolsó nagyobb sikere a 2013-2014-es szezonban elért megye III-as bajnoki második hely, ezt követően jutottak fel a megyei másodosztályba és a mai napig is ott játszanak. Az elmúlt években a logikusan és előrelátóan gondolkodó vezetőségnek köszönhetően egyre nagyobb célokat tűznek ki célul. 2018 tavaszán a csapat már dobogós helyen áll a megyei második vonalban és utánpótlásában is egyre több tehetséges helyi fiatal bontogatja szárnyait az egyesületben. Az egyesület igen aktív a közösségi médiában is.

## Testvértelepülése
- Szárazajta (Székelyföld);
- Nagyzerind (Partium)[28]

### Kapcsoló irodalom
- Erőss Zoltán: Magyar irodalmi helynevek A-tól Z-ig. Móra Ferenc Könyvkiadó, Budapest, 1985.
- Házi Albert: Okány krónikája. Községi Tanács, Okány. Okány, 1984.
- Házi Albert: Okányi tájszótár. Budapest,1996.
- Házi Albert: Lápoldal és lakói története. Képviselő-testület, Okány, 2001.
- Kiss Lajos: Földrajzi nevek etimológiai szótára I-II. Budapest, 1978.
- Szűcs Sándor: A régi Sárrét világa. Budapest, 1941.